# Músculo transverso del abdomen
El músculo transverso del abdomen es un músculo que se encuentra en la parte anterior y lateral del abdomen, a más profundidad que el músculo oblicuo interno. Es par, ancho, cuadrilátero.
Es el más profundo de los músculos anchos del abdomen, siendo carnoso en su parte media y membranoso en sus dos extremidades. Se extiende de la columna vertebral a la línea alba.

## Inserciones
En su parte posterior y superior se inserta, mediante digitaciones musculares que se entrecruzan con las líneas del diafragma, en las caras internas de los cartílagos costales 7.º, 8.º y 9.º y de las costillas 10.ª, 11.ª y 12.ª.
En la parte posterior y media la inserción se hace en los vértices de las apófisis transversas de las vértebras lumbares, merced a una lámina tendinosa, ancha y cuadrangular, que se extiende de las últimas costillas a las crestas ilíacas y recibe el nombre de fascia toracolumbar. Finalmente, en la parte posterior e inferior del músculo se fija en los ¾ anteriores del labio interno de la cresta ilíaca y en el tercio externo del arco crural a favor de tendones cortos y fibras carnosas.
A partir de esta amplia línea de inserción posterior, las fibras del transverso se dirigen hacia delante para terminar en una amplia aponeurosis o aponeurosis anterior del transverso, que va a insertarse en la línea alba y en el pubis.
En las tres cuartas partes superiores, la aponeurosis para llegar a la línea alba pasa por detrás del músculo recto del abdomen; al contrario, en la cuarta parte inferior, pasa por delante de dicho músculo.
Al llegar a la línea alba, se confunde con las aponeurosis del músculo oblicuo externo del abdomen y el músculo oblicuo interno del abdomen. El borde inferior de la porción de la aponeurosis del transverso situado detrás del recto mayor es cóncavo hacia abajo y recibe el nombre de línea arcuada.
Los haces que nacen del arco del músculo transverso se dirigen hacia dentro, pasan por encima y después por detrás del funículo espermático en el hombre y del ligamento redondo del útero en la mujer, y se unen en los haces del oblicuo interno para constituir la hoz inguinal, que va a insertarse en el pubis, después de reforzar la pared posterior del canal inguinal en su tercio interno.

## Relaciones
Sobre la cara externa del transverso se encuentran los músculos oblicuos mayor y menor. Su cara interna se relaciona con el peritoneo, del cual se encuentra separada por la fascia transversal y la fascia extraperitoneal.

## Inervación
Recibe ramos procedentes de los 4 últimos nervios intercostales y los nervios iliohipogástrico e ilioinguinal.

## Funciones
Su principal función es estabilizador de la columna vertebral y se menciona también como compresor de las vísceras del abdomen.
- Datos: Q1427665
- Multimedia: Transverse abdominal muscles / Q1427665